# Akestor
Akestor – w mitologii greckiej syn Efipposa z miasta Tangara w Beocji. Został zabity przez Achillesa podczas wojny trojańskiej.